# Jennifer Aniston
Jennifer Joanna Aniston, född 11 februari 1969 i Sherman Oaks, Kalifornien, är en amerikansk skådespelare, producent och affärskvinna.

## Biografi
Jennifer Aniston blev känd när hon slog igenom med rollen som Rachel Green i tv-serien Vänner, men innan dess medverkade hon i flera tv-serier som lades ner. Aniston skulle ursprungligen spela rollen som Monica Geller i Vänner, men Courteney Cox ansågs vara bättre lämpad för rollen. Hon tjänade en miljon dollar per avsnitt under de sista två säsongerna. Under tiden när Vänner pågick spelade hon även in filmen The Good Girl. Efter att Vänner las ner har hon medverkat i större filmer som Bruce den allsmäktige, där hon spelar mot Jim Carrey, och filmen ...och så kom Polly, där hon spelar mot Ben Stiller och Marley & jag, där hon spelar mot Owen Wilson.

### Privatliv
Jennifer Aniston är dotter till de amerikanska skådespelarna John Aniston (född Ioannis Anastassakis) och Nancy Dow. Hennes far är bland annat känd från TV-såpan Våra bästa år. Fadern ändrade sitt efternamn till Aniston innan Jennifer föddes. Hon växte upp i New York, men familjen tillbringade också ett år i faderns hemland Grekland. Föräldrarna skildes 1980. John Aniston var god vän med Telly Savalas som blev gudfar till Jennifer Aniston. 
Åren 2000–2005 var hon gift med Brad Pitt. 2015 gifte hon sig med Justin Theroux, men paret separerade 2017.

## Filmografi i urval

### Film
| År   | Titel                 | Roll                    | Övrigt                  |
| ---- | --------------------- | ----------------------- | ----------------------- |
| 1990 | Camp Cucamonga        | Ava Schector            | TV-film                 |
| 1993 | Leprechaun            | Tory Reding             | Första bio-filmen       |
| 1996 | Hon är min            | Renee Fitzpatrick       |                         |
| 1996 | Blue Eyes             | Allison                 |                         |
| 1997 | Drömbilden            | Kate Mosely             |                         |
| 1997 | 'Til There was You    | Debbie                  |                         |
| 1998 | Mannen i mitt liv     | Nina Borowski           |                         |
| 1999 | Järnjätten            | Annie Hughes            | Röst                    |
| 1999 | Office Space          | Joanna                  |                         |
| 2001 | Rock Star             | Emily Poule             |                         |
| 2002 | The Good Girl         | Justine Last            |                         |
| 2003 | Bruce den allsmäktige | Grace Connelly          |                         |
| 2004 | ...och så kom Polly   | Polly Prince            |                         |
| 2005 | Ryktet går            | Sarah Huttinger         |                         |
| 2005 | Derailed              | Lucinda Harris          |                         |
| 2006 | The Break-Up          | Brooke Meyers           |                         |
| 2006 | Rika vänner           | Olivia                  |                         |
| 2006 | Room 10               |                         | Kortfilm, medregissör   |
| 2008 | Management            | Sue Claussen            | Även exekutiv producent |
| 2008 | Marley & jag          | Jennifer "Jenny" Grogan |                         |
| 2009 | Dumpa honom!          | Beth Murphy             |                         |
| 2009 | Love Happens          | Eloise Chandler         |                         |
| 2010 | The Bounty Hunter     | Nicole Hurly            |                         |
| 2010 | Pappa på burk         | Kassie Larson           | Även exekutiv producent |
| 2011 | Min låtsasfru         | Katherine Murphy        |                         |
| 2011 | Horrible Bosses       | Dr. Julia Harris        |                         |
| 2012 | Wanderlust            | Linda                   |                         |
| 2013 | Familjetrippen        | Rose O'Reilly           |                         |
| 2014 | Life of Crime         | Mickey Dawson           | Även exekutiv producent |
| 2014 | Horrible Bosses 2     | Dr. Julia Harris        |                         |
| 2015 | Cake                  | Claire Simmons          | Även exekutiv producent |
| 2015 | She's Funny That Way  | Jane                    |                         |
| 2016 | Mother's Day          | Sandy                   |                         |
| 2016 | The Yellow Birds      | Maureen Murphy          |                         |
| 2018 | Dumplin'              | Rosie                   | Även exekutiv producent |
| 2019 | Murder Mystery        | Audrey Spitz            | Även exekutiv producent |
| 2023 | Murder Mystery 2      | Audrey Spitz            |                         |

### TV
| År        | Titel            | Roll            | Övrigt    |
| --------- | ---------------- | --------------- | --------- |
| 1990–1991 | Ferris Bueller   | Jeannie Bueller | Huvudroll |
| 1992–1993 | The Edge         | Maria Gonzales  |           |
| 1994–2004 | Vänner           | Rachel Green    | Huvudroll |
| 2010      | Cougar Town      | Psykolog        |           |
| 2019      | The Morning Show | Alex Levy       | Huvudroll |

#### Gästframträdanden
| År        | Titel                    | Roll                            | Övrigt                                                                                  |
| --------- | ------------------------ | ------------------------------- | --------------------------------------------------------------------------------------- |
| 1990      | Molloy                   | Courtney                        | 2 avsnitt                                                                               |
| 1992      | Quantum Leap             | Kiki Wilson                     | "Nowhere to Run" (Säsong 5, Avsnitt 4)                                                  |
| 1992—1993 | Herman's Head            | Suzie Brooks                    | - "Twisted Sister" (Säsong 1, Avsnitt 25) - "Jay Is for Jealousy" (Säsong 3, Avsnitt 8) |
| 1994      | Mord, mina herrar        | Linda Campbell                  | "Who Killed the Beauty Queen?" (Säsong 1, Avsnitt 4)                                    |
| 1994      | Muddling Through         | Madeline Drego Cooper           | —                                                                                       |
| 1996      | Partners                 | CPA Suzanne                     | "Follow the Clams?" (Säsong 1, Avsnitt 17)                                              |
| 1998      | Disney's Hercules        | Charmaine (röst)                | "Dream Date" (Säsong 1, Avsnitt 27)                                                     |
| 1999      | South Park               | Mrs. Stevens - Körlärare (röst) | "Rainforest Schmainforest" (Säsong 3, Avsnitt 1)                                        |
| 2003      | Freedom: A History of Us | Jessie Benton                   | "Wake Up America " (Säsong 1, Avsnitt 4)                                                |
| 2003      | King of the Hill         | Pepperoni Sue/Stephanie (röst)  | "Queasy Rider" (Säsong 7, Avsnitt 13)                                                   |
| 2007      | Dirt                     | Tina Harrod                     | "Ita Missa Est " (Säsong 1, Avsnitt 13)                                                 |
| 2008      | 30 Rock                  | Claire Harper                   | The One With the Cast of Night Court (Säsong 3, Avsnitt 3)(vnv)                         |
| 2010      | Cougar Town              | Glenn                           | "All Mixed Up " (Säsong 2, Avsnitt 1)                                                   |

## Priser
- 1996: Screen Actors Guild Award: Outstanding Performance by an Ensemble in a Comedy Series, Friends
- 2001: People's Choice Award: Favorite Female Television Performer, Friends
- 2001: Aftonbladets TV-pris, Sverige: Best Foreign TV Personality- Female, Friends
- 2002: Emmy Award: Outstanding Lead Actress in a Comedy Series, Friends
- 2002: People's Choice Award: Favorite Female Television Performer, Friends
- 2002: Hollywood Film Festival: Actress of the Year
- 2002: Teen Choice Award: Choice TV Actress- Comedy, Friends
- 2002: Aftonbladets TV-pris, Sverige: Best Foreign TV Personality- Female, Friends
- 2003: Golden Globe Award: Best Performance by an Actress in a Television Series - Musical or Comedy, Friends
- 2003: People's Choice Award: Favorite Female Television Performer, Friends
- 2003: Teen Choice Award: Choice TV Actress- Comedy, Friends
- 2003: Teen Choice Award: Choice Movie Actress- Drama/Action Adventure, The Good Girl
- 2003: Aftonbladets TV-pris, Sverige: Best Foreign TV Personality- Female, Friends
- 2004: Logie Awards: Most Popular Overseas Star, Friends
- 2004: People's Choice Award: Favorite Female Television Performer, Friends
- 2004: Teen Choice Award: Choice TV Actress- Comedy, Friends
- 2004: Aftonbladets TV-pris, Sverige: Best Foreign TV Personality- Female, Friends
- 2006: Teen Choice Award: Choice Movie Chemistry (delad med Vince Vaughn), The Break-Up
- 2007: People's Choice Award: Favorite Female Movie Star
- 2007: GLAAD Media Awards: Vanguard Award